# Acrocercops pnosmodiella
Acrocercops pnosmodiella (tên tiếng Anh: Marbleseed Leafminer) là một loài bướm đêm thuộc họ Gracillariidae. Nó được tìm thấy ở Québec và Hoa Kỳ (Colorado và California).
Ấu trùng ăn các loài Onosmodium, bao gồm Onosmodium carolinianum và Onosmodium molle. Chúng ăn lá nơi chúng làm tổ.